# Ferrocarril Keisei
La compañía Ferrocarriles Keisei K.K. (京成電鉄株式会社 Keisei Dentetsu Kabushiki-gaisha?) (que utiliza la marca K'SEI desde 2001) es una de las más grandes empresas privada de transporte en ferrocarril del área de las prefecturas de Tokio y Chiba, Japón. El nombre Keisei es una combinación de los kanji 京 de Tokio (東京 Tōkyō?) y 成 de Narita (成田 Narita?), dos de las principales zonas que conectan sus líneas. La principal línea de Keisei, corre desde Tokio a Narita, y los suburbios del este de las ciudades de Funabashi, Narashino, Yachiyo y Sakura. También opera un servicio expreso al aeropuerto llamado Skyliner desde la Ueno y Nippori hacía el Aeropuerto internacional de Narita.
En adición a su negocios con los ferrocarriles, también es propietaria de compañías de autobús y taxi; como así también de bienes inmuebles. Es dueña de una gran parte de las acciones de la Oriental Land Company, la cual es dueña y operadora del Tokio Disney Resort

## Historia
La compañía fue fundada el 30 de junio de 1909 y comenzó a brindar servicios el 3 de noviembre de 1912, inicialmente operando trenes locales al este de Tokio. Su línea principal llegó a Narita en 1930 y a Ueno en 1933.
Originalmente utilizaban un ancho de vía de 1372mm (ancho escocés), la cual fue convertida a 1435mm en 1959. En 1960 comenzó a operar servicios por la línea Asakusa, el primer acuerdo entre líneas de Japón.
El servicio Skyliner, comenzó a operar en 1973 y a servir al aeropuerto en 1978, cuando la primera estación en el Aeropuerto de Narita comenzó a operar (hoy en día Higashi-Narita). Una nueva estación subterránea fue abierta en 1991 para proveer una conexión más directa con la terminal 1, en 1992 se lo llevó a la terminal 2. El 17 de julio de 2010, el servicio Skyliner cambió su ruta por una de reciente construcción, el Narita Sky Access, y redujo su tiempo de viaje en 15 minutos.

## Líneas
Opera 152,3 km de líneas férreas, que consiste de 1 línea principal y 6 ramales secundarios.
| Línea                           | Japonés    | Terminales                                         | Distancia (km) | Tipo1 |
| ------------------------------- | ---------- | -------------------------------------------------- | -------------- | ----- |
| Línea principal Keisei          | 本線       | Keisei Ueno – Empalme Komaino                      | 67.2           | 1     |
| Línea principal Keisei          | 本線       | Komaino Junction – Aeropuerto de Narita            | 2.1            | 2     |
| Línea Keisei Oshiage            | 押上線     | Oshiage – Aoto                                     | 5.7            | 1     |
| Línea Keisei Chiba              | 千葉線     | Keisei-Tsudanuma – Chiba Chūō                      | 12.9           | 1     |
| Línea Keisei Chihara            | 千原線     | Chiba Chūō – Chiharadai                            | 10.9           | 1     |
| Línea Keisei Higashi-narita     | 東成田線   | Keisei-Narita – Higashi-narita                     | 7.1            | 1     |
| Línea Keisei Kanamachi          | 金町線     | Keisei-Takasago – Keisei-Kanamachi                 | 2.5            | 1     |
| Narita Sky Access               | 成田空港線 | Keisei-Takasago – Aeropuerto de Narita             | 51.4           | 2     |
| Compartido                      | Compartido | Keisei-Narita – Empalme Komaino2                   | (6.0)          | 1     |
| Compartido                      | Compartido | Terminal 2 del aeropuerto – Aeropuerto de Naritat3 | (1.0)          | 2     |
| Total                           | Total      | Total                                              | 152.8          |       |
| Líneas proyecyadas              |            |                                                    |                |       |
| (Extensión de la Línea Chihara) |            | Chiharadai – Amaariki                              | 8.2            | 1     |

Leyenda
1. "Tipo" indica el tipo de negocio bajo el Acta de operación de ferrocarriles de Japón. Tipo 1: El operador es dueño y opera el ferrocarril; Tipo 2: El operador opera, pero no es dueño del ferrocarril.
2. Esta sección es compartida con la línea principal y la línea  Higashi-Narita.
3. Esta sección es compartida con la línea principal y la línea  Narita Airport.

## Subsidiarias
Grupo Keisei:
- Ferrocarril Shin-Keisei (Línea Shin-Keisei)
- Ferrocarril Chiba Newtown
- Ferrocarril de Hokusō (Línea Hokusō)
- Kantō Railway
- Kashima Railway Company (Línea de ferrocarril de Kashima)
- Ferrocarril de Kominato (Línea  Kominato)
- Línea Maihama Resort (Línea Disney Resort)
- Narita Airport Rapid Railway (Dueño de parte de las vías del Narita Sky Access)
- Cablecarril de Nokogiriyama
- The Oriental Land Company
- Ferrocarril de Tsukuba Kankō (Funicular del Monte Tsukuba y Cablecarril del Monte Tsukuba)

Empresas relacionados con Keisei, no miembro del grupo:
- Ferrocarril Shibayama
- Ferrocarril rápido Tōyō (Línea ferrocarril rápido Tōyō)

## Material rodante

### Expresos limitados
- Keisei AE series (2009) (since 2010)

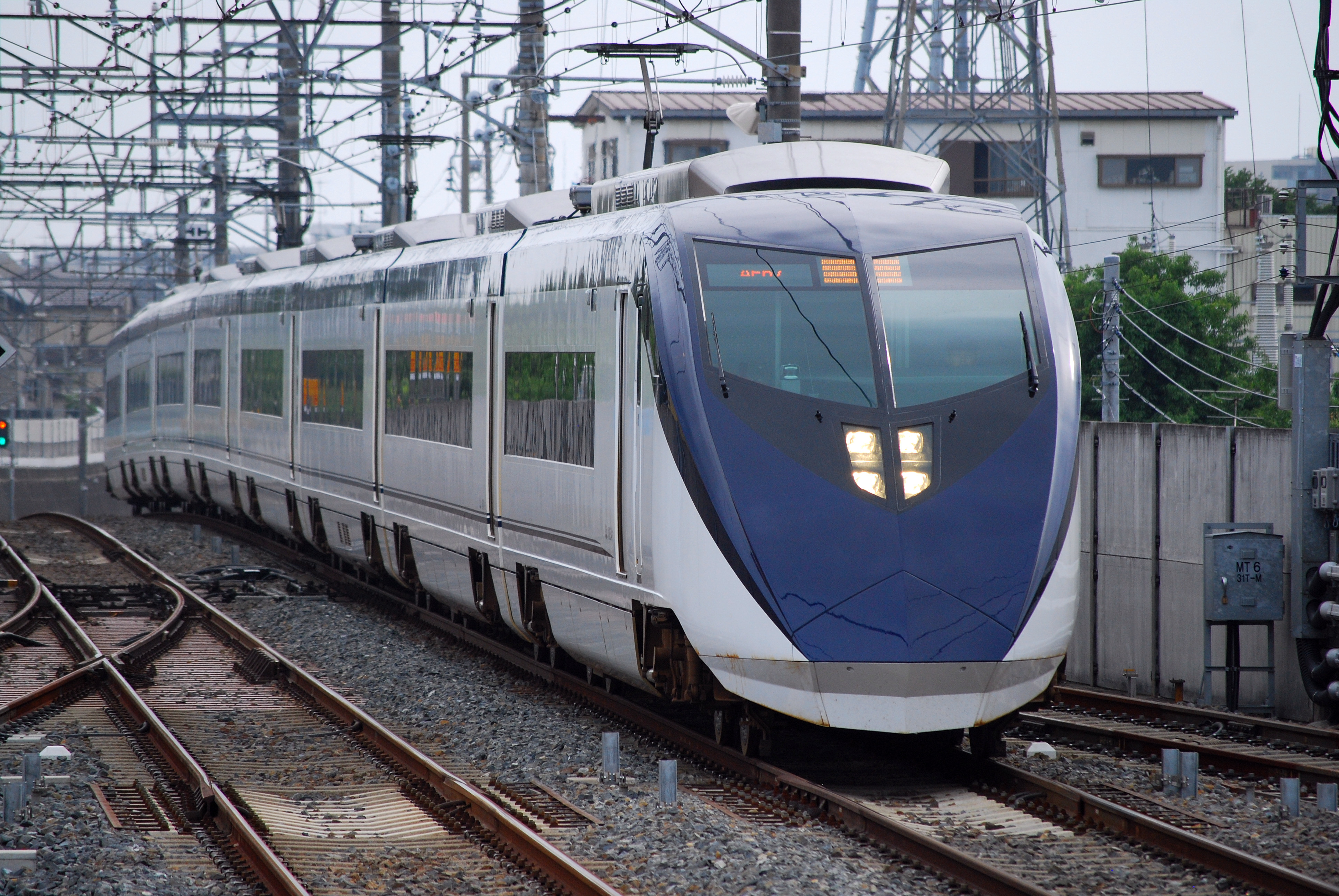
Tren serie AE Skyliner, servicio expreso de Keisei desde Tokio hasta el Aeropuerto de Narita.

### Suburbanos
- Serie Keisei 3000 (desde 2003)
- Serie Keisei 3050 (desde 2010)
- Serie Keisei 3400 (desde 1993)
- Serie Keisei 3500 (desde 1972)
- Serie Keisei 3600 (desde 1982)
- Serie Keisei 3700 (desde 1991)

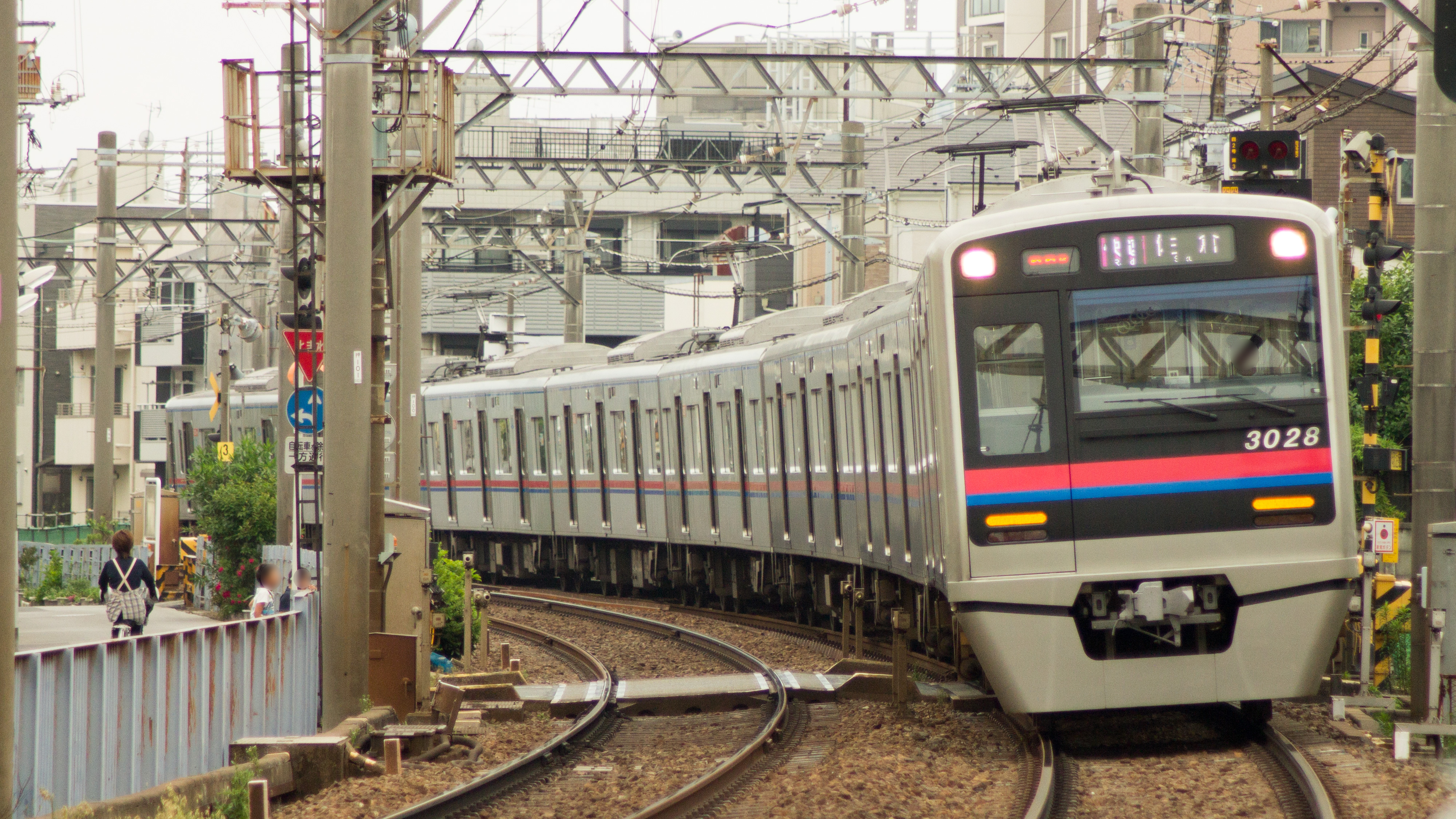
Serie 3000
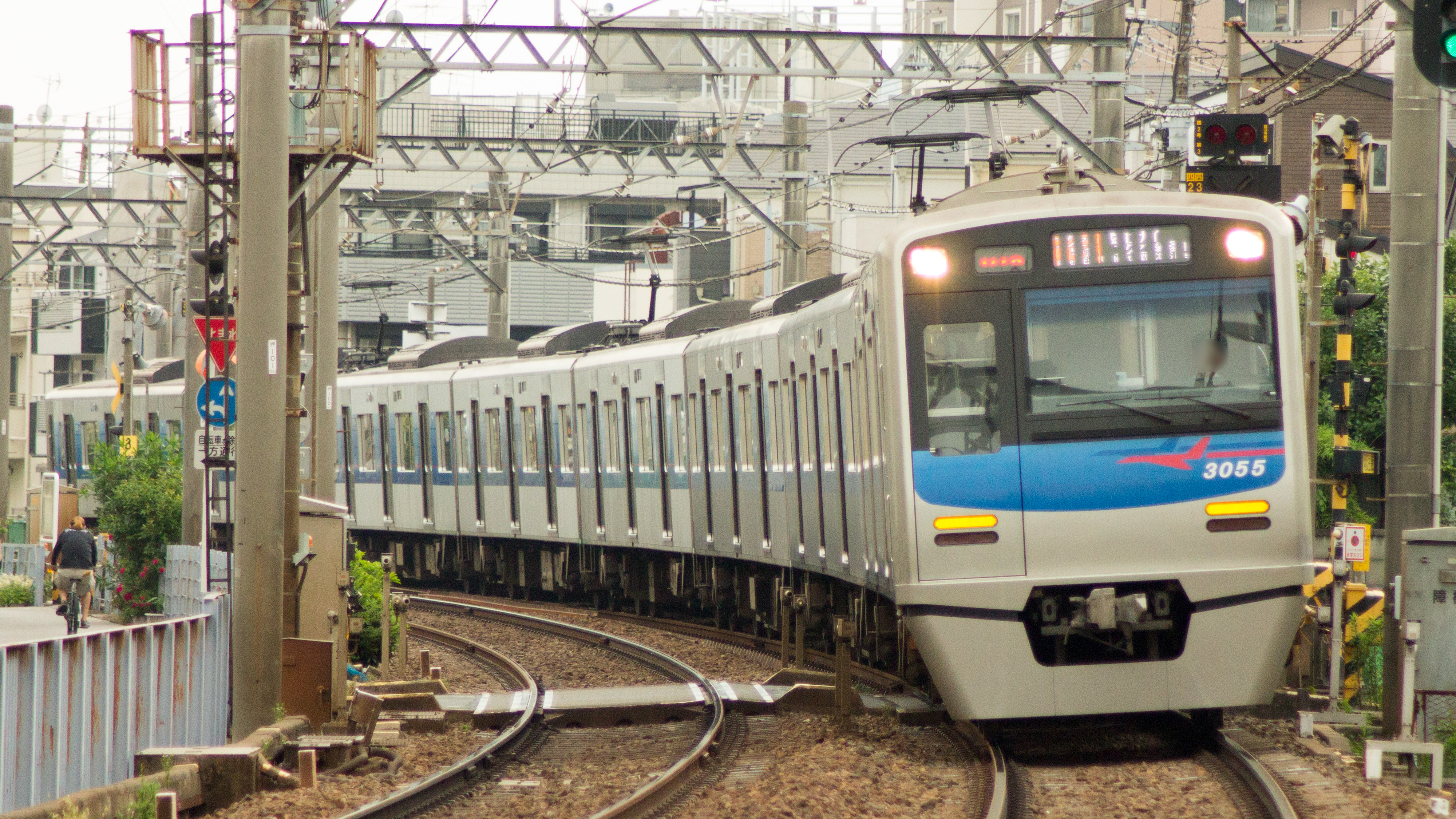
Serie 3050
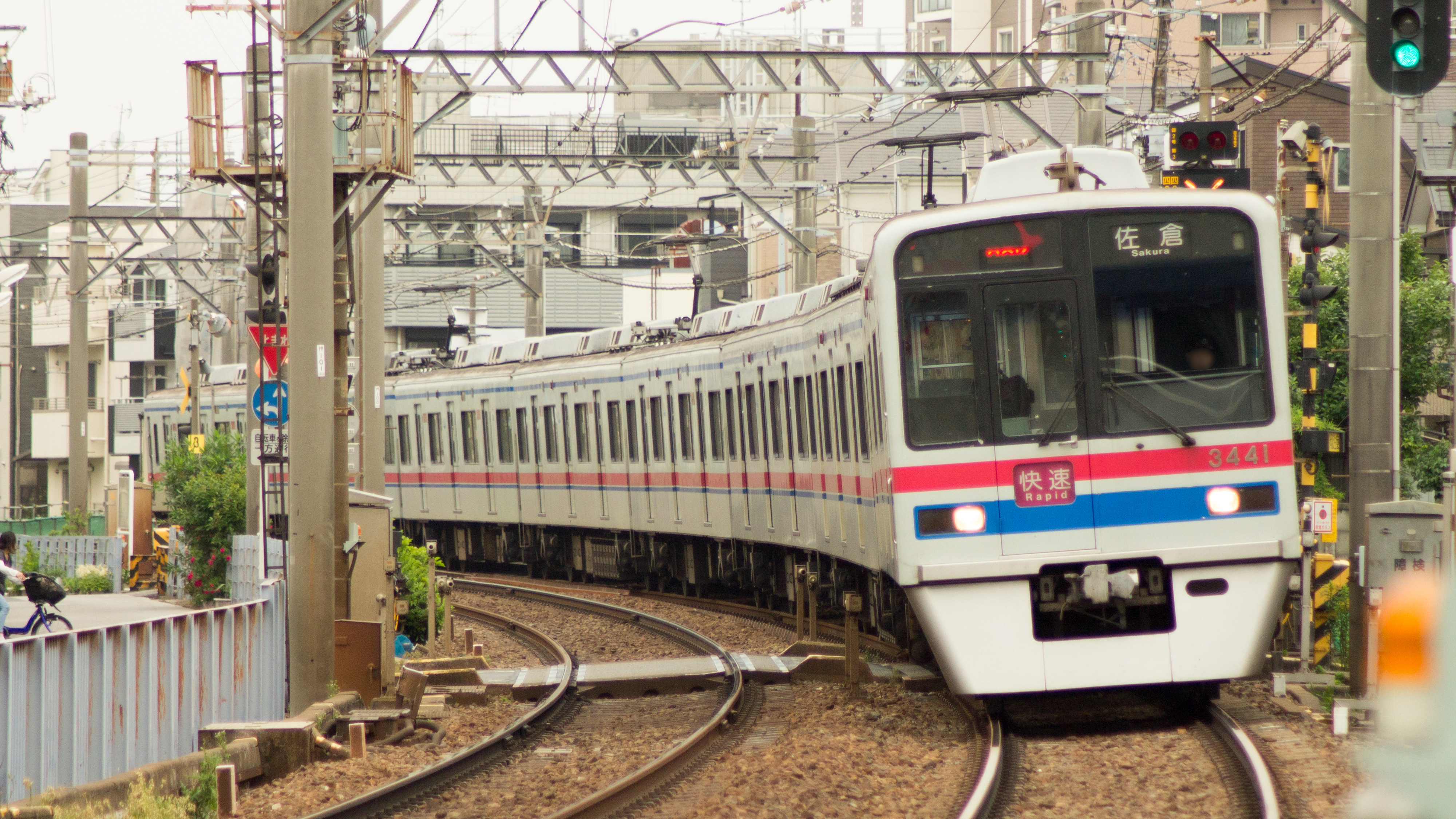
Serie 3400
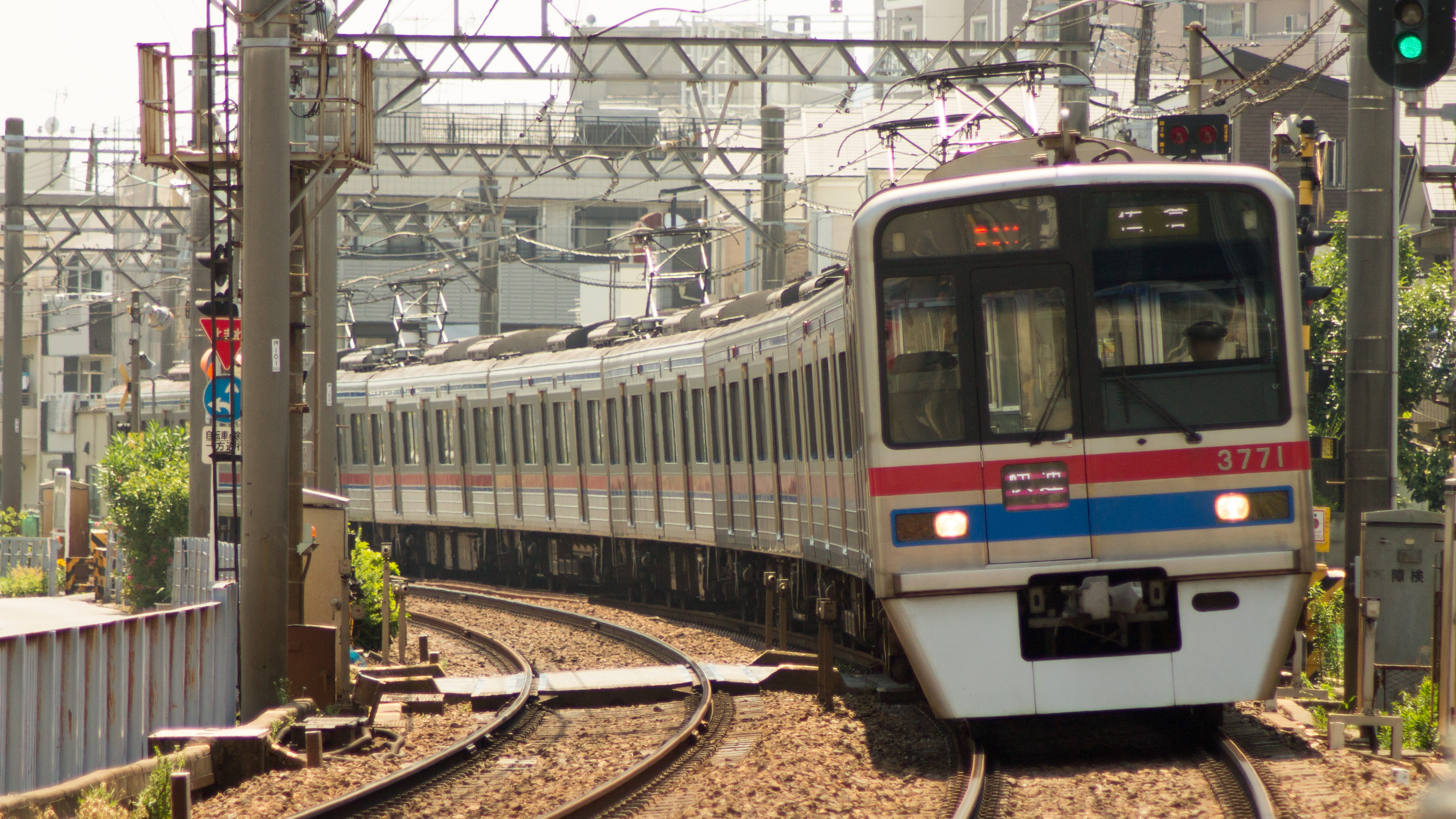
Serie 3700

### Antiguos

#### Expresos limitados
- Serie Keisei 1500 (1941-1987)
- Serie Keisei 1600 (1953-1981)
- Serie Keisei AE (1972) (1973-1993)
- Keisei AE100 series (1990-2016)

#### Suburbanos
- Serie Keisei 1 series (1912-1927)
- Serie Keisei 20 series (1921-1971)
- Serie Keisei 33/39/45 (1923-1978)
- Serie Keisei 300 series (1955-1982)
- Serie Keisei 100/126 (1926-1987)
- Serie Keisei 200/210/220/500/510 (1931-1990)
- Serie Keisei 210/2000/2100 (1932-1985)
- Serie Keisei 700/2200 (1954-1982)
- Serie Keisei 750/2250 (1954-1973)
- Serie Keisei 1100 series (1941-1987)
- Serie Keisei 1500 series (1941-1987)
- Serie Keisei 2000 series (1948-1990)
- Serie Keisei 3000 (1958) (1958-1991)
- Serie Keisei 3050 (1959) (1959-1995)
- Serie Keisei 3100 (1960-1998)
- Serie Keisei 3150 (1963-2001)
- Serie Keisei 3200 (1964-2007)
- Serie Keisei 3300 (1968-2015)

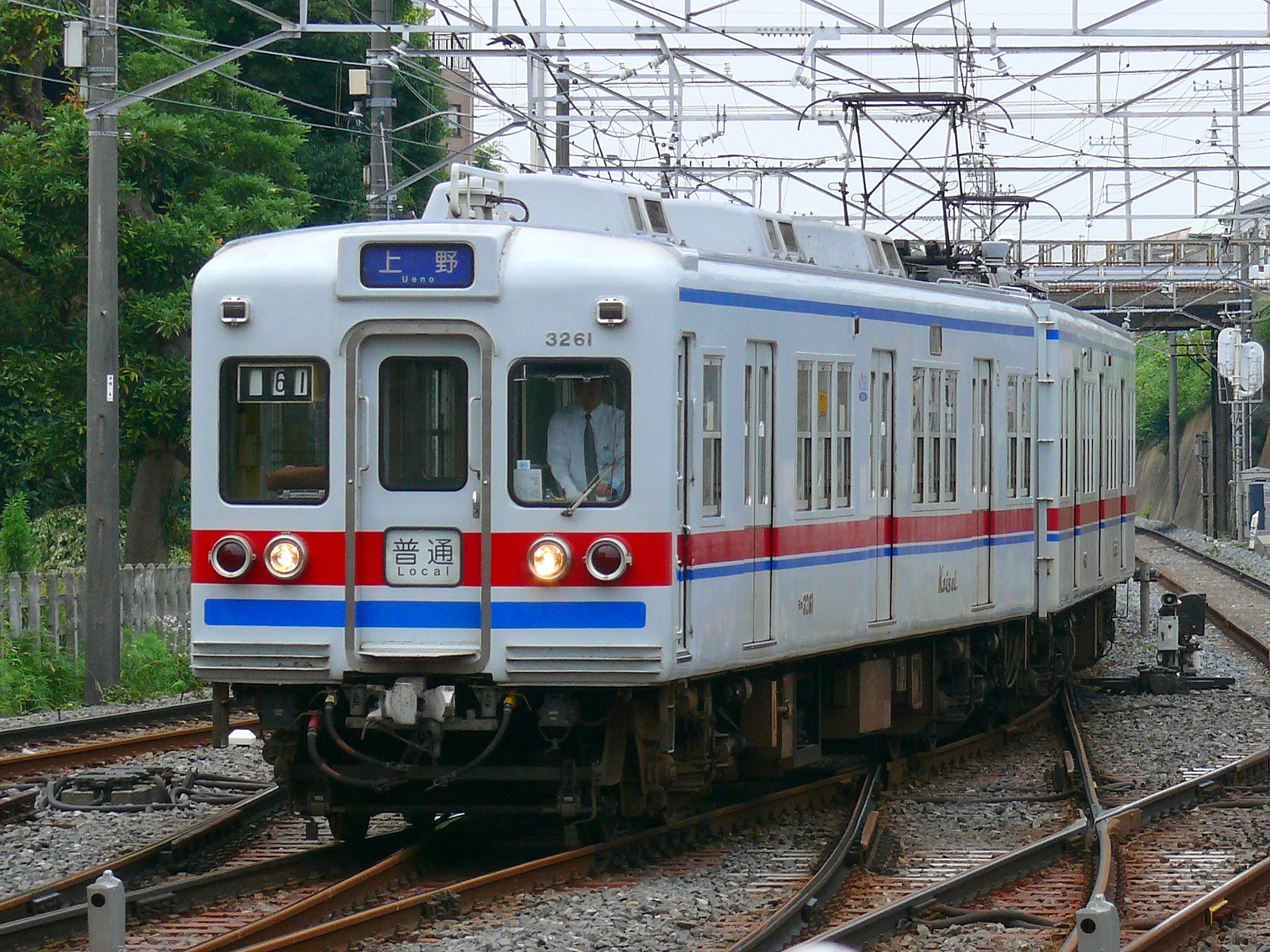
Serie 3200
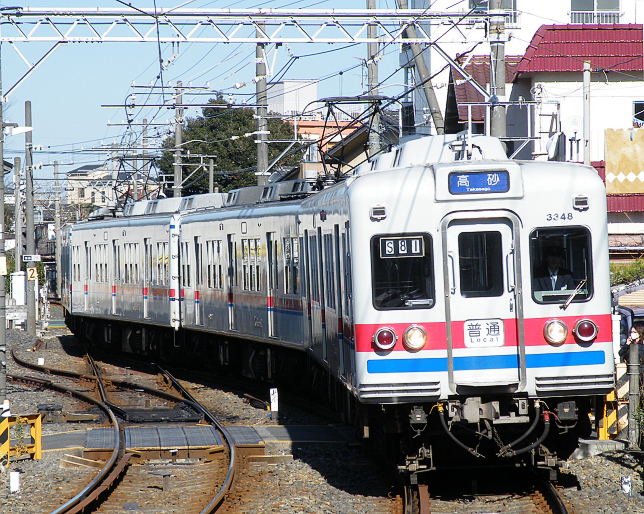
Serie 3300